# Саамські мови
Саа́мські мо́ви — група фіно-угорських мов, якими розмовляють саами (лопарі), основне корінне населення області Сапмі (Лапландія) у Скандинавії на півночі Європи.

## Територія поширення і чисельність мовців
Саамська мова поширена на сучасних землях проживання саамів у Лапландії — територіально це північ Норвегії, Швеції, Фінляндії, а також північно-західні території Російської Федерації, зокрема Кольський півострів (частково Карелія і Мурманська область).
Чисельність мовців саамських мов становить: 27 тис. осіб у Норвегії, бл. 17 тис. осіб у Швеції, бл. 4 тис. осіб у Фінляндії, у Росії — 787 осіб, у решті країн — лічені носії саамської мови, наприклад, за результатами перепису населення України 2001 року її вказали рідною лише три представники саамської національності із загального числа 136 саамів України.

## Класифікація

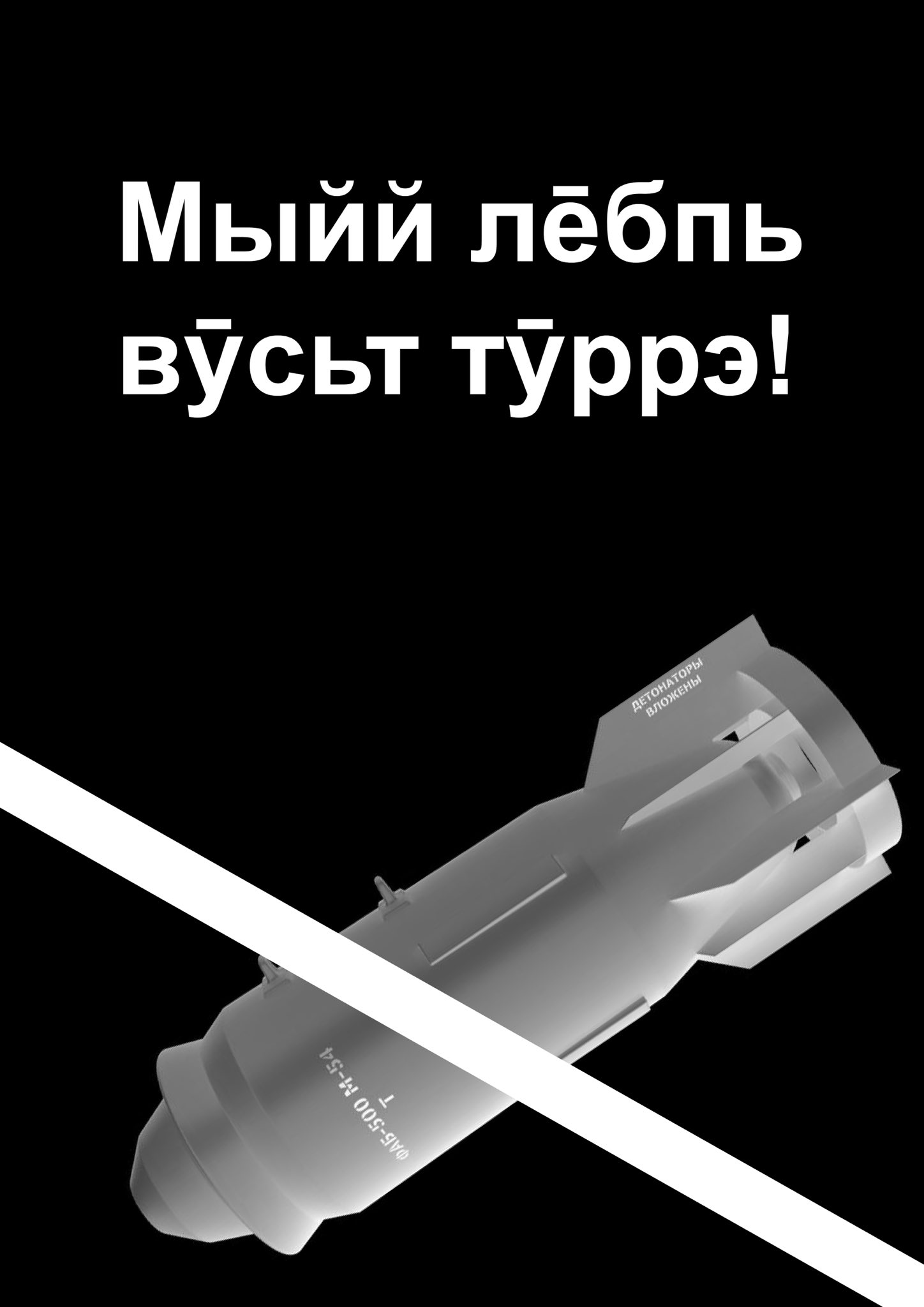
«Ми проти війни!» Антивоєнний плакат кільдинською мовою

Як і походження саамів, так і коріння їхніх мов породили численні суперечки в науковому і навколонауковому світі. Праоснова сучасних саамських мов припинила існування багато століть тому, і на початок XXI століття нараховується дев'ять-десять живих саамських мов (діалектів).
Саамські мови (разом з фінською) класифікуються як фіно-саамська гілка угро-фінської групи мов уральської мовної родини. Вчені зазначають близькість саамських мов до прибалтійсько-фінських мов цієї ж мовної групи, що вони схильні пояснювати тим, що начебто пращури сучасних саамів за давнини розмовляли невідомою щодо її генетики мовою, потім перейшли на прабалто-фінську, а вже потому зазнали значного, в тому числі і мовного впливу з боку фінів. Тому деякі мовознавці резонно відмічають взагалі умовність такої класифікації, адже до третини саамської лексики є мовним субстратом, що не знаходить відповідників у решті фіно-угорських мов (тому іноді саамські мови включають в окрему, третю за ліком після угро-фінської та самодійської, групу мов уральської мовної родини.
Саамські мови мають спільний код ISO-2: smi, хоча є діалектним континіумом. Якщо в західній (і загалом міжнародній) науковій літературі вкорінилася традиція розглядати їх як окремі мовні одиниці, то в російській лінгвістиці довго побутував погляд про єдину саамську мову та її діалекти. Попри на спільний граматичний стрій, фонетичні й лексичні відмінності окремих саамських мов утруднюють взаєморозуміння між їхніми носіями.
Традиційним є поділ саамських мов на дві великі групи: західні та східні саамські мови (підгрупи):
- Західно-саамська підгрупа:
  - південносаамська мова (код ISO 639-2: sma) — Норвегія та Швеція.
  - уме-саамська мова (ууме, код ISO 639-3: sju) — Норвегія та Швеція (під загрозою зникнення).
  - луле-саамська мова (лууле, код ISO 639-2: smj) — Норвегія та Швеція.
  - піте-саамська мова (код ISO 639-3:sje) — Норвегія та Швеція (на межі зникнення).
  - північносаамська мова (коди ISO 639-1/ISO 639-2: se/sme) — єдина саамська мова, яка має код ISO 639-1 через значне число активних носіїв у Норвегії, Швеції та Фінляндії; саме її подеколи мають на увазі, коли зараз пишуть про саамську мову (в однині), адже ця мова є не тільки живою, а й активно розвивається (література, ЗМІ), саме за нею закріплений офіційний статус у низці муніципій скандинавських країн; вважається, що бл. 3/4 усіх саамів розмовляють саме північно-саамською мовою.

- Східно-саамська підгрупа:
  - кемі-саамська мова † (код ISO 639-3: sjk) — вважається зниклою; нею розмовляли саами центральної фінської Лапландії.
  - інарі-саамська мова (код ISO 639-2: smn) — саами громади Інарі в Фінляндії.
  - колтта-саамська мова (код ISO 639-2: sms) — фінські саами-скольти і російські нотозерські саами, тому в Росії має назву нотозерського діалекту саамської мови.
  - кільдинська саамська мова (код ISO 639-3: sjd) — Росія, де вважається кільдинським діалектом мови кольських саамів.
  - аккала-саамська мова † (код ISO 639-3: sia) — зникла, була поширена в саамів Кольського півострова в Росії, де класифікується як бабінський діалект кольської саамської мови.
  - терська саамська мова (тер, код ISO 639-3: sjt) — Росія, де класифікується як йоканьзький діалект (також під загрозою зникнення).

## Особливості саамських мов
До характерних ознак саамських мов відносять:

### Уфонетиці
- як і в ін. фіно-угорських мовах наявність довгих і коротких голосних і приголосних, також дифтонгів і трифтонгів;
- система чергування голосних і приголосних, яка носить морфологічне значення;
- наявність основного і додаткових наголосів — основний падає на перший склад, другорядні — на всі наступні непарні, крім останнього;
- чисельні обмеження у вживанні фонем;

### Уморфології
- на відміну від більшості фіноугорських у саамських мовах виражені як аглютинація, так і флексія (зокрема внутрішня флексія);
- іме́нникові властиві категорії числа (в тому числі подвійне число), відмінка (є 8 відмінків: називний/номінатив, родовий/ґенитив, знахідний/акузатив, ессив, місцевий/інессив, елатив, давально-спрямувальний/датив, іллатив, позбавительний/абессив, спільний/комітатив)[4], присвійності; категорії роду немає;
- Дієслово в саамських мовах має 4 часа, 4 способи, 2 дієслівні відміни; неособові форми представлені інфінітивом, дієприкметниками, дієприслівниками і віддієслівними іменниками;

### Усинтаксисі
- на відміну від прибалтийсько-фінських мов відсутнє узгодження прикметників-визначень з іменниками у числі та відмінку;
- для саамської оповіді не характерні сполучники, при цьому всі причинно-наслідкові, часові, умовні та інші зв'язки у розповіді виражені у формі простих речень;
- порядок слів у реченні нефіксований.

### Улексиці
- для саамських мов, в залежності від географічної близькості та історичної державної приналежності носіїв окремих мов (діалектів) притаманні запозичення з германських і російської мов; також притаманні запозичення з прибалтийсько-фінських, а у східних груп — з самодійських мов.

## Писемність
Писемні норми мають 6 саамських мов: північно-саамська, південно-саамська, луле, інарі, скольтська і мова кольських саамів (фактично кільдинська) у Росії.
Писемність для саамських мов на основі латинки вперше було створено місіонерами у XVII ст. в Швеції для уме-саамської мови (т. зв. шведсько-саамська література мова). У 1-й пол. XVIII ст. з'явилась писемність для норвезьких саамів, а на поч. XIX ст. — для фінських. У 1978 році було створено комісію, яка виробила для північних скандинавських саамських мов єдину орфографічну норму.
У латинській абетці скандинавських саамських мов є додаткові літери:
- у північно-саамській (сучасна версія, 1985 рік): Áá Čč Đđ Ŋŋ Šš Ŧŧ Žž;
- у саамській інарі (з 1996 року): Áá Ââ Ää Čč Đđ Šš Žž;
- у скольтській мові: Áá Ââ Čč Ʒʒ Ǯǯ Đđ Ǧǧ Ǥǥ Ǩǩ Ŋŋ Õõ Šš Žž Åå Ää ´ ;
- у луле (Швеція): Áá Åå Ńń Ää;
- у луле (Норвегія): Áá Åå Ńń Ææ;
- у південно-саамській (Швеція): Ää Öö Åå;
- У південно-саамській (Норвегія): Ææ Øø Åå.

У 1933 році для кольських саамів (лопарів) у Росії було розроблено абетку на основі латинки, але в 1937-му її було замінено на кириличну, втім викладання і нею не велося аж до 1982 року, коли було видано буквар для шкіл, який містив нову редакцію кириличної абетки мови саамів Росії:
| А а | Ӓ ӓ  | Б б   | В в | Г г | Д д | Е е  | Ё ё   | Ж ж  | З з  | Һ һ  |
| --- | ---- | ----- | --- | --- | --- | ---- | ----- | ---- | ---- | ---- |
| /a/ | /*a/ | /b/   | /v/ | /g/ | /d/ | /je/ | / jo/ | /ʒ/  | /z/  | /ʰ/  |
| И и | Й й  | Ҋ ҋ   | Ј ј | К к | Л л | Ӆ ӆ  | М м   | Ӎ ӎ  | Н н  | Ӊ ӊ  |
| /i/ | /j/  | /ç/   | /ç/ | /k/ | /l/ | /ɬ/  | /m/   | /m̥/  | /n/  | /n̥/  |
| Ӈ ӈ | О о  | П п   | Р р | Ҏ ҏ | С с | Т т  | У у   | Ф ф  | Х х  | Ц ц  |
| /ŋ/ | /o/  | /p/   | /r/ | /r̥/ | /s/ | /t/  | /u/   | /f/  | /x/  | /ʦ/  |
| Ч ч | Ш ш  | Щ щ   | Ъ ъ | Ыы  | Ь ь | Ҍ ҍ  | Э э   | Ӭ ӭ  | Ю ю  | Я я  |
| /ʧ/ | /ʃ/  | / ʃj/ | //  | /ɨ/ | /j/ | *    | /e/   | /*e/ | /ju/ | /ja/ |

- напівм'який знак Ҍ (наприкінці слів і перед наступними приголосними) і літери ӓ, ӭ означають напівм'якість попередніх «д», «т», «н».

У 1985 році видали великий саамсько-російський словник (кільдинська мова/кільдинський діалект) за редакцією Р. Д. Куруч.

## Використання і сучасне становище

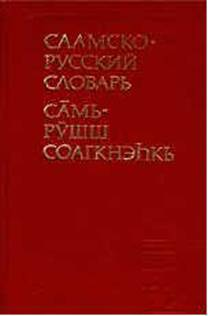
Саамсько-російський словник, М., 1985 (8 000 слів)

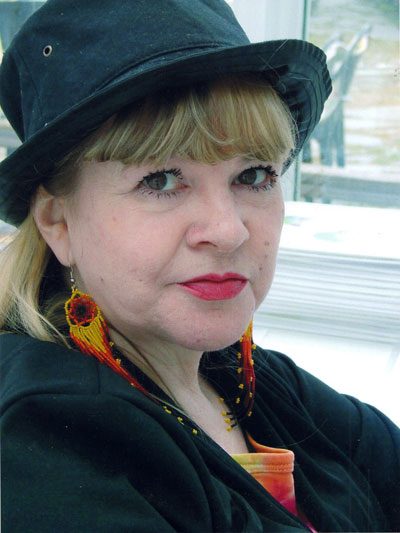
Марі Айлоньєйда Сомбі (Marry Ailonieida Somby), сучасна саамська письменниця з Дєтну (Deatnu), Норвегія

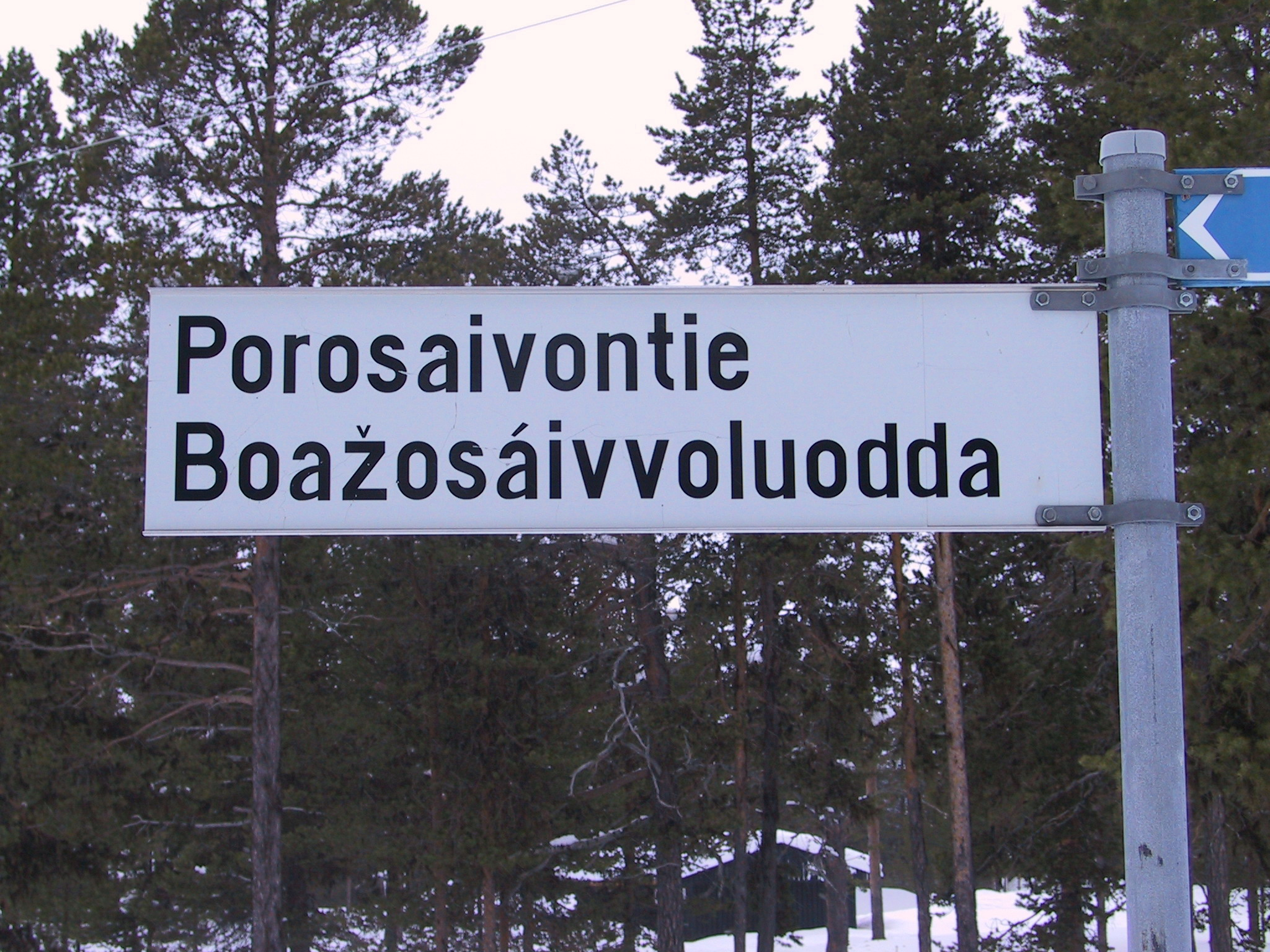
Двомовний вуличний дороговказ у Енонтекьо (Enontekiö), Фінляндія — фінською та північно-саамською

Сучасна північно-саамська мова — мова ЗМІ, в тому числі і телебачення, освіти і культури. Національна саамська інтелігенція популяризує саамську і саамомовну культуру, створено національну саамську літературу. Північно-саамська представлена в Інтернеті, зокрема діє Саамська Вікіпедія, також тестується Вікіпедія південно-саамською мовою.
Стаття 110 Конституції Норвегії (чинна з 1988 року) проголошує відповідальність державних органів у створенні умов розвитку і збереження культури і побуту саамів, саамської мови тощо. Зараз північно-саамська є офіційною в наступних муніципіях: Каутокейно (Kautokeino), Карасьйок (Karasjok), Кофьйорд (Kåfjord), Нессебю (Nesseby), Порсангер (Porsanger), Тана (Tana), Тюсфьйорд (Tysfjord) і Сноса (Snåsa).
У Фінляндії з 2003 року саамська є офіційною в повітах Енонтекьо (Enontekiö), Інарі (Inari), Соданкюля (Sodankylä) і Утсійокі (Utsjoki).
З 1 квітня 2002 року саамська стала 1-ю з 5 офіційно визнаних мов нацменшин Швеції.

## Словничок найуживаніших слів
Нижче наводиться словничок найуживанішої північно-саамської лексики з українськими відповідниками:
| Північно-саамське слово | Український переклад |
| ----------------------- | -------------------- |
| eana                    | земля                |
| albmi                   | небо                 |
| čáhci                   | вода                 |
| dolla                   | вогонь               |
| olmmái                  | чоловік              |
| nisson                  | жінка                |
| borrat                  | їсти                 |
| juhkat                  | пити                 |
| stuoris                 | великий              |
| uhcci                   | маленький            |
| idja                    | ніч                  |
| beaivi                  | день                 |
| mánnu                   | Місяць               |
| beaivváš                | Сонце                |
| biegga                  | вітер                |
| muohta                  | сніг                 |
| várri                   | гора                 |
| vuovdi                  | ліс                  |
| johka                   | узбережжя            |
| mearra                  | море                 |
| guolli                  | риба                 |
| fanas                   | човен                |
| boazu                   | олень                |
| mohtorgielká            | Снігохід             |
| beana                   | собака               |
| dállu                   | дім, хутір           |
| goahti                  | намет                |
| bearaš                  | родина               |
| čearda                  | народ, група людей   |
| siida                   | селище, община       |